# Guy Philippe
Guy Philippe, né le 29 février 1968, est un homme politique et ancien policier haïtien, condamné pour blanchiment et trafic de drogue aux États-Unis. 

## Biographie
Guy Philippe a été formé par les Forces Spéciales des États-Unis en Équateur, au début des années 1990. 
Il dit que l'homme qu'il admire le plus est l'ancien dirigeant du Chili, le Général Augusto Pinochet. Il a fait son éloge pour sa détermination à rendre le Chili prospère grâce à des réformes du marché économique. 
Le gouvernement haïtien a accusé Philippe d’être le cerveau d’une attaque meurtrière contre l'Académie de Police en juillet 2001 et d’avoir préparé une tentative de coup d'État en décembre 2001. 
Après des accusations de participation à un coup d'État et le renvoi de son poste de chef de la police de Cap-Haïtien  en octobre 2000, Philippe fui vers la République dominicaine où il est resté jusqu'au 4 février 2004, date à laquelle il est revenu en Haïti afin de se joindre à une rébellion contre le président Jean-Bertrand Aristide. Cinq jours après son retour au pays, où il faisait une déclaration conjointe avec l'ancien chef de la milice Louis-Jodel Chamblain par laquelle il apportait son soutien aux forces anti-gouvernementales, Philippe reçoit le commandement de l'armée rebelle. 
Human Rights Watch a signalé le vendredi 27 février 2004, que, pendant le mandat de Philippe comme chef de la police de banlieue de Delmas à Port-au-Prince entre 1997 et 1999, des observateurs internationaux ont "appris que des dizaines de présumés membres de gangs ont été sommairement exécutés, principalement par la police sous le commandement de l'inspecteur Berthony Bazile, l'adjoint de Philippe". 
Le 2 mars 2004, Philippe et ses paramilitaires ont repris le contrôle du siège de l'ancienne armée haïtienne situé face du Palais national. Philippe a déclaré à la presse internationale qu'il contrôlait lui-même 90 % des forces armées Haïtiennes. Dans une allocution à la radio, il déclara : « Le pays est dans mes mains. » En août 2007 il convoqua 20 commandants de la police à se réunir avec lui le jour suivant et les a averti que s’ils ne se présentaient pas, il les arrêterait. 
Le même jour, Philippe a annoncé qu'il allait arrêté le Premier ministre haïtien Yvon Neptune, un haut fonctionnaire du parti Lavalas de Aristide. Democracy Now! a été informé par des sources en Haïti que la maison de Neptune a été incendiée et pillée et qu'il était poursuivi par des bandes armées. Les proches de Neptune ont déclaré qu'il craignait pour sa vie. La radio locale a rapporté que Neptune avait été évacué de son bureau en hélicoptère aprèsavoir été alerté que Guy Philippe dirigeait une bande de milices vers son bureau. De cette même période, il existe des rapports de meurtres et d'exécution sommaires sur les littoraux. 
Dans le même temps, K. A. Paul, un pasteur évangéliste d'origine indienne, s'est rendu en Haïti pour répondre à Philippe. À la suite de cette réunion, Philippe a promis de déposer les armes et d'adopter le défi des méthodes démocratiques. 
Le 11 juillet 2005, Guy Philippe a annoncé qu'il se présenterait aux élections présidentielles de Haïti pour le Front pour la reconstruction nationale (FRN). Le FRN est aussi son groupe de guérilla qui a participé à la rébellion de 2004. Au début de l’année 2005, le FRN a été reconnu comme un parti politique. Philippe a critiqué l'administration du gouvernement intérimaire pour la lenteur du processus de mise en place des centres d'inscription dans tout le pays. Considéré au début comme un vainqueur probable du scrutin, plus tard, il tombe derrière les principaux prétendants. À la fin, en dépit de ses soutiens internationaux et locaux de la rébellion, et en dépit de son charme auprès des jeunes Haïtiens, Philippe a remporté moins de 1 % des voix, ce qui démontre qu'il n'était pas un héros populaire et a été le seul leader d'un faux groupe rebelle de mercenaires. 
Au petit matin, lundi 16 juillet 2007, cinq hélicoptères, deux avions et plus d'une dizaine d’agents de la Drug Enforcement Administration, ainsi que des agents anti-drogue haïtiens la Brigade de lutte contre le trafic de stupéfiants (BLTS)  lourdement armés ont entouré la villa jaune à deux étages de Philippe dans les collines au-dessus de Les Cayes, dans la péninsule du sud de Haïti.
Philippe est recherché en raison de soupçons de liens avec le trafic illicite des drogues dans le pays. Les supporters de Philippe disent que les allégations contre lui cachent des motifs politiques et font remarquer qu’il a récemment fait taire ces soupçons en menaçant d'identifier des Haïtiens puissants qui ont apporté un appui financier pour la rébellion de 2004.
Il est finalement arrêté le jeudi 5 janvier 2017 par la BLTS qui est le Bureau de Lutte Contre le Trafic de Stupéfiants, et un avion de la DEA a procédé à son extradition vers les États-Unis.
À noter que Guy Philippe était élu sénateur de la République d'Haïti pour le département de la Grand'Anse lors des élections du 20 novembre 2016. Lors de son arrestation, il venait juste de prendre son certificat au CEP (Conseil Électoral Provisoire). En sortant du CEP, il a passé à une émission dans la radio Scoop Fm et c'est en sortant dans la dite radio que les agents de la BLTS ont procédé à son arrestation. À la suite de son arrestation le 5 janvier dernier, Guy Philippe a finalement accepté de plaider coupable pour les faits qui lui sont reprochés par les autorités américaines. Son procès est fixé pour le mois de juillet 2017.
Après avoir purgé sa peine aux Etats-Unis d'Amériques, Guy Philippe revient en Haïti en décembre 2023. Il semble vouloir retrouver la vie politique et organiser une "révolution pacifique" mais est confronté à la montée en puissance des gangs qui prennent le contrôle de la capitale en mars 2024.